# Округ Оринџ (Вирџинија)
Округ Оринџ (енгл. Orange County) је округ у америчкој савезној држави Вирџинија.

## Демографија
По попису из 2010. године број становника је 33.481, што је 7.6 (29,4%) становника више него 2000. године.
| Група             | 2000.          | 2010.          |
| Белци             | 21.629 (83,6%) | 27.033 (80,7%) |
| Афроамериканци    | 3.566 (13,8%)  | 4.256 (12,7%)  |
| Азијати           | 88 (0,3%)      | 246 (0,7%)     |
| Хиспаноамериканци | 330 (1,3%)     | 1.139 (3,4%)   |
| Укупно            | 25.881         | 33.481         |